# Ara (Tageszeitung)
Ara (Katalanisch für ‚Jetzt‘) ist eine katalanische Tageszeitung. Sie erscheint seit dem 28. November 2010, dem Tag, an dem Wahlen zum katalanischen Parlament abgehalten wurden.
Das Selbstverständnis der Zeitung spiegelt sich in einem Gründungsmanifest wider, das von allen Teilhabern unterzeichnet wurde. Darin wird ein Schwerpunkt in der digitalen Ausgabe und sozialen Netzwerken gesehen. Bereits vor der Erstausgabe wurde eine politische Nähe zu Convergència i Unió angenommen, während Ara sich nach eigener Aussage als parteiübergreifend und ideologiefrei versteht.
ARA wird neben der katalanischen auch eine spanische Sprachversion veröffentlicht. Mit El Punt Avui und dem Onlineportal elnacional.cat konkurriert ARA um den separatistischen Teil der Leserschaft in Katalonien.

## Entstehung
Bereits im Juli 2010 gab es erste Hinweise auf diese Zeitung. Im Vorfeld der Erstausgabe wurde die Zeitung im Rahmen verschiedener Veranstaltungen präsentiert. Im Mittelpunkt stand dabei die Präsentation am 4. November 2010 im Palau de la Música Catalana.
Ara entstand rund ein Jahr, nachdem El Punt die Zeitung Avui aufkaufte (die sich 2011 zu El Punt Avui zusammenschlossen) sowie kurz nach der ersten Ausgabe der La Vanguardia in katalanischer Sprache.
Die Erstausgabe vom 28. November 2010 konnte vollständig verkauft werden.

## Verbreitung und Inhalte
Im Zeitraum Juli 2011 bis Juni 2012 betrug die durchschnittliche Auflage laut OJD Spanien 27.841 Exemplare, von denen 15.477 verkauft werden konnten. Das Baròmetre de la comunicació i la cultura nennt für den Untersuchungszeitraum November 2011 bis Oktober 2012 für Katalonien eine tägliche Reichweite von 121.000 Personen.
Die Anzahl der Website-Besucher stieg bis Oktober 2012 von anfangs einer halben auf rund 1,5 Millionen Besucher pro Monat.
In einer Untersuchung vom November 2011 stellte das Baròmetre de la comunicació i la cultura fest, dass ARA-Leser stärker als bei anderen Zeitungen überwiegend der Oberklasse und oberen Mittelklasse (66 %) angehören und häufiger als andere Lesergruppen das Internet konsultieren (Vergleichswert 77,8 % gegenüber 59 bis 64,4 %)
Ara veröffentlicht regelmäßig Übersetzungen von Artikeln der International Herald Tribune. Bis Ende 2012 war Time Out Barcelona (unter den Namen Time Out Cultura sowie später Time Out Cap de 7mana) die Sonntagsbeilage von Ara. Time Out wird jedoch ab Januar 2013 zusammen mit El Periódico de Catalunya veröffentlicht.

## Expansion
Zum 20. November 2011 (Wahlen zum spanischen Parlament) wurde das Verbreitungsgebiet auf die Balearen sowie seit dem 26. Februar 2012 auf die Provinzen Castellón und Valencia ausgeweitet.